# Perr Schuurs
Perr Schuurs (Nieuwstadt, Países Bajos, 26 de noviembre de 1999) es un futbolista neerlandés que juega como defensa en el Torino F. C. de la Serie A.

## Estadísticas

### Clubes
Actualizado al último partido disputado el 21 de octubre de 2023.
| Club                             | Div.          | Temporada     | Liga  | Liga  | Copas nacionales | Copas nacionales | Copas internacionales | Copas internacionales | Total | Total |
| Club                             | Div.          | Temporada     | Part. | Goles | Part.            | Goles            | Part.                 | Goles                 | Part. | Goles |
| -------------------------------- | ------------- | ------------- | ----- | ----- | ---------------- | ---------------- | --------------------- | --------------------- | ----- | ----- |
| Fortuna Sittard · Países Bajos   | 2.ª           | 2016-17       | 24    | 2     | 0                | 0                | —                     | —                     | 24    | 2     |
| Fortuna Sittard · Países Bajos   | 2.ª           | 2017-18       | 33    | 8     | 3                | 0                | —                     | —                     | 36    | 8     |
| Fortuna Sittard · Países Bajos   | Total club    | Total club    | 57    | 10    | 3                | 0                | 0                     | 0                     | 60    | 10    |
| Jong Ajax · Países Bajos         | 2.ª           | 2018-19       | 29    | 4     | —                | —                | —                     | —                     | 29    | 4     |
| Jong Ajax · Países Bajos         | 2.ª           | 2019-20       | 2     | 1     | —                | —                | —                     | —                     | 2     | 1     |
| Jong Ajax · Países Bajos         | Total club    | Total club    | 31    | 5     | 0                | 0                | 0                     | 0                     | 31    | 5     |
| Ajax de Ámsterdam · Países Bajos | 1.ª           | 2018-19       | 1     | 0     | 3                | 1                | 0                     | 0                     | 4     | 1     |
| Ajax de Ámsterdam · Países Bajos | 1.ª           | 2019-20       | 10    | 1     | 1                | 0                | 5                     | 0                     | 17    | 1     |
| Ajax de Ámsterdam · Países Bajos | 1.ª           | 2020-21       | 27    | 1     | 5                | 0                | 10                    | 0                     | 41    | 1     |
| Ajax de Ámsterdam · Países Bajos | 1.ª           | 2021-22       | 21    | 0     | 5                | 0                | 3                     | 0                     | 30    | 0     |
| Ajax de Ámsterdam · Países Bajos | 1.ª           | 2022-23       | 2     | 0     | 1                | 0                | —                     | —                     | 3     | 0     |
| Ajax de Ámsterdam · Países Bajos | Total club    | Total club    | 61    | 2     | 15               | 1                | 18                    | 0                     | 94    | 3     |
| Torino F. C. · Italia            | 1.ª           | 2022-23       | 30    | 0     | 3                | 1                | —                     | —                     | 33    | 1     |
| Torino F. C. · Italia            | 1.ª           | 2023-24       | 9     | 1     | 1                | 0                | —                     | —                     | 10    | 1     |
| Torino F. C. · Italia            | 1.ª           | 2024-25       | 0     | 0     | 0                | 0                | —                     | —                     | 0     | 0     |
| Torino F. C. · Italia            | Total club    | Total club    | 39    | 1     | 4                | 1                | 0                     | 0                     | 43    | 2     |
| Total carrera                    | Total carrera | Total carrera | 188   | 18    | 22               | 2                | 18                    | 0                     | 228   | 20    |

## Palmarés

### Títulos nacionales
| Título                        | Club          | País         | Año  |
| ----------------------------- | ------------- | ------------ | ---- |
| Copa de los Países Bajos      | A. F. C. Ajax | Países Bajos | 2019 |
| Eredivisie                    | A. F. C. Ajax | Países Bajos | 2019 |
| Supercopa de los Países Bajos | A. F. C. Ajax | Países Bajos | 2019 |
| Copa de los Países Bajos      | A. F. C. Ajax | Países Bajos | 2021 |
| Eredivisie                    | A. F. C. Ajax | Países Bajos | 2021 |
| Eredivisie                    | A. F. C. Ajax | Países Bajos | 2022 |